# イッズッディーン・アイバク

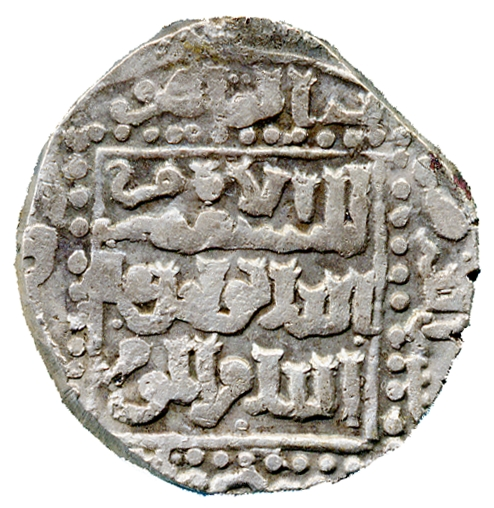
イッズッディーン・アイバク

アル＝マリク・アル＝ムイッズ・イッズッディーン・アイバク（アラビア語：الملك المعز عز الدين أيبك　転写：al-Malik al-Mu'izz 'Izz ad-Dīn Aybak）,  ? - 1257年4月10日）は、アイユーブ朝で活動したマムルーク（奴隷軍人）の将軍で、バフリー・マムルーク朝の第2代スルターン（在位：1250年 - 1257年）。アイユーブ朝のスルターン・サーリフの寡婦で3ヶ月間女性スルターンとして君臨したシャジャル・アッ＝ドゥッルと結婚し、マムルーク朝の最初の男性スルターンとなった。即位名からアル＝マリク・アル＝ムイッズ・アイバク（الملك المعّز أيبك, al-Malik al-Mu'izz Aybak）とも呼ばれる。

## 生涯
アイバクはテュルク系の出自で、その名はテュルク語で「月の主」を意味し、アッ＝トゥルクマーニー（トゥルクマーン出身の）というニスバを添えられることもある。アイユーブ朝のサーリフにマムルークとして仕え、スルタンの身辺に仕える毒見役からアミール（将軍）に出世した。
1250年、サーリフの後を継いだトゥーラーン・シャーがサーリフ直属のマムルーク軍団であるバフリーヤによって殺害され、シャジャル・アッ＝ドゥッルがスルタンとして即位したとき、アミールの筆頭であった。やがてシャジャル・アッ＝ドゥッルの即位に反対してアレッポに残るアイユーブ朝の地方君主やダマスカスのクルド人アミールらが反旗を鮮明にし、アッバース朝のカリフ、ムスタアスィムが女性の即位を非難するなど、女性スルタンに対する抵抗が強くなったため、同年にシャジャル・アッ＝ドゥッルはアミールの最有力者であったアイバクと結婚しアイバクにスルタン位を譲った。アイバク以降、スルタンはマムルークの出身者やその子弟から選ばれるようになったため、その政権はマムルーク朝と呼ばれるが、3ヶ月しか統治を行わなかった女性スルタンであるシャジャル・アッ＝ドゥッルをマムルーク朝のスルタンに数えず、アイバクを初代スルタンとすることも多い。アイバクはムスタアスィムと交渉してカリフの代理人としてエジプトを支配する名分を獲得し、シリア地方に残存するアイユーブ朝勢力との戦争に入った。
こうしてアイバクはエジプトのスルタンとなったが、シャジャル・アッ＝ドゥッルはアイバクとの再婚に際し、既に高齢で妻子もいたアイバクに離婚させ、自身の管理するサーリフの遺産をアイバクに譲らずに保持して権力を握り続けたため、アイバクとシャジャル・アッ＝ドゥッルの利害関係は対立に転じた。また先代サーリフの子飼いのマムルークとしてアイバクよりもシャジャル・アッ＝ドゥッルに忠誠を誓うバフリーヤの間の関係も緊張し、アイバクはこれに対抗するために自らの子飼いのマムルーク軍団を養成し始めた。1254年、アイバクは前年休戦したアイユーブ朝との戦いで大いに活躍したバフリーヤの指導者アクタイが略奪暴行を行ったことをきっかけにバフリーヤの排除を敢行。アイバク子飼いのマムルークの将軍クトゥズがアクタイを殺害した。バイバルスら残余のバフリーヤはアイバクを怖れてシリアに逃れ、アイバクは自身の権力を安定化させることに成功したが、バフリーヤがダマスカスのアイユーブ朝のもとに逃れたために再びシリア方面での戦役に専念しなくてはならなくなった。
アイバクはシリアのアイユーブ朝との戦いにおける後顧の憂いを絶つために周囲のムスリム（イスラム教徒）諸君主との友好に努めたが、イラクのモースルのアミールと友好を深めるためにアミールの娘との縁組を行おうとしたことが命取りとなった。後ろ盾であるバフリー・マムルークを失って孤立無援となった前スルタンのシャジャル・アッ＝ドゥッルは、サーリフの寡婦として夫アイバクのスルタン位を保証していた自身の地位がアイバクの縁談によって脅かされることを悟り、1257年、先手を打って宮廷内でアイバクを殺害させた。しかし陰謀はすぐに露見し、シャジャル・アッ＝ドゥッルもまたアイバクのマムルークたちによって殺害された。アイバクの後継のスルタンには彼の先妻との間の子、アリー（マンスール・アリー）が即位したが、やがて若く力のないアリーは、バグダードを征服してアッバース朝を滅ぼしたモンゴル軍がシリアに迫るという国難のさなかに父のマムルークの最有力者であるアミール、クトゥズによって廃され、アイバクの王統は2代で途絶えた。